# Musée national d'Irak
Le musée national d'Irak (arabe: المتحف العراقي) est un musée situé à Bagdad, capitale de l'Irak.

## Fondation
Le musée a été fondé en 1922 par Gertrude Bell, aventurière et femme de lettres britannique, et a ouvert au public dans un nouveau bâtiment peu avant sa mort en 1926. Il était initialement connu sous le nom de musée archéologique de Bagdad.
Les collections se sont installées dans l'édifice actuel de quarante-cinq mille mètres carrés, en 1966, à l'est du Tigre. C'est alors que le musée a pris son nom actuel.

## Collections
En raison des richesses archéologiques de la Mésopotamie, les collections du musée national d'Irak sont parmi les plus importantes au monde. Les objets, datant pour certains de plus de cinq mille ans, sont répartis dans vingt-huit galeries et salles.
Ils comprennent des pièces inestimables des civilisations sumérienne, babylonienne, akkadienne, assyrienne et chaldéenne. Certaines galeries sont également vouées à l'art pré-islamique et à l'art islamique d'Arabie.
Parmi les pièces de choix, le musée accueille la collection d'or de Nimrod (orfèvrerie et pierres précieuses du IXe siècle av. J.-C.), des collections de pierres gravées et de tablettes cunéiformes d'Uruk entre 3500 et 3000 av. J.-C. La fameuse Harpe d'Ur datant du troisième millénaire a été presque totalement détruite en 2003.

## L'histoire récente
Fermé en 1991 pendant la guerre du Golfe, le musée n'a jamais été rouvert au public pendant la présidence de Saddam Hussein. 
Dans les mois qui ont précédé la guerre en Irak de 2003, plusieurs experts internationaux ont demandé au Pentagone et au gouvernement britannique de protéger le musée des bombardements et des pillages. 
Si le musée n'a pas été bombardé, ses collections ont été pillées entre le 8 et le 12 avril 2003, au moment de l'entrée dans Bagdad des troupes américaines. Celles-ci furent critiquées pour n'avoir rien fait pour protéger le musée. 
Divers objets volés sont réapparus par la suite en Jordanie, aux États-Unis, en Suisse, au Japon et sur eBay.
Le 23 février 2009, le musée a pu rouvrir six salles.

### Le grand pillage d'avril 2003

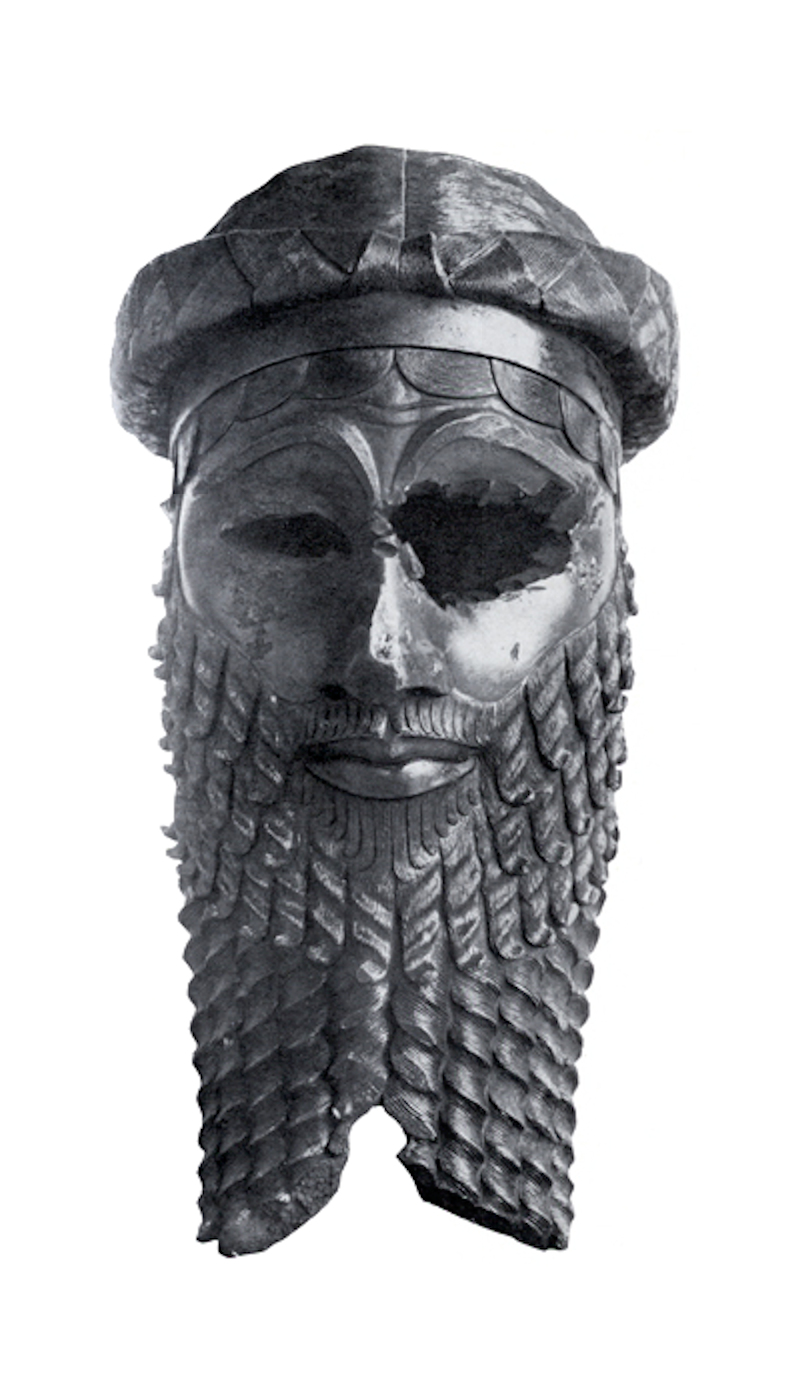
Le Masque de Sargon.

Un numéro spécial du magazine scientifique Archéologia est consacré à ce « massacre » du patrimoine irakien.
- Jeudi 9 avril 2003 : à l'approche des troupes américaines, des feddayin irakiens investissent le musée archéologique et tirent des roquettes sur les blindés américains, qui ripostent. Le directeur et les quelques employés présents sont évacués. Il est probable que cette opération avait été préméditée pour faciliter le pillage du musée désert. Les feddayin forcent les dépôts, et emportent les objets les plus précieux : statues (parmi lesquelles la Dame de Warka), bijoux, etc. Ils cassent ce qu’ils ne peuvent pas emporter (comme le Masque de Sargon), sans doute pour rendre l’inventaire plus difficile, et s'enfuient en abandonnant des uniformes sur place. Les pillards étaient bien organisés : ils avaient des clés et connaissaient l’emplacement des réserves.
- Vendredi 10 avril : la foule envahit les bureaux et les galeries, saccage, piétine, emporte ce qu’elle peut, mais sans accéder aux dépôts. Les collections d'art islamique, comprenant de nombreux objets sacrés, sont seules épargnées. Les militaires américains, sollicités, ne bougent pas, alors qu’ils ont un poste de garde à quelques centaines de mètres de là.
- Samedi 11 : premiers reportages télévisés montrant l'étendue des dégâts.
- Dimanche 12 : les Américains établissent une garde devant le musée, trop tard. Le directeur entreprend l’inventaire des dégâts avec ses assistants, travail très lent, car les simples employés sont tenus à l’écart.

D'autres pillages ont été commis à une grande échelle sur les sites de province. Les auteurs sont des paysans sans ressources (Bagdad n’achète plus leurs récoltes) parmi lesquels, souvent, d’anciens ouvriers des fouilles. La surveillance par satellite permet de limiter les pillages dans le nord, où opèrent les troupes américaines, mais pas dans le sud, car les Américains ne communiquent leurs données qu'à leurs propres forces et pas à leurs alliés.
En juin, 2 100 objets ont été rendus par les pilleurs ou receleurs, dont le vase d'Uruk. Les Américains ont mis sur pied une collecte anonyme d’objets.
Les réseaux de sortie des pièces étaient bien organisés, généralement par les frontières sud et est. Un beau-frère de Saddam Hussein, en disgrâce mais encore actif jusqu’à la fin du régime, était un des grands patrons du trafic d’antiquités. Un milliardaire anglais aurait commandé aux trafiquants de nombreuses pièces. Un reporter américain de Fox TV a été pris à l’aéroport avec des objets volés dans ses bagages.
Certaines parties du patrimoine ont été épargnées, notamment un trésor ancien qui n’avait jamais été exposé et qui était en réserve à la Banque nationale.
Selon le journaliste américain Rajiv Chandrasekaran, l'ORHA (Office of Reconstruction and Humanitarian Assistance avait prévu une liste des équipements publics à protéger: le palais présidentiel venait en premier, le musée archéologique en second. Mais cette liste n'a jamais été transmise aux militaires. Les seuls bâtiments protégés à Bagdad ont été le palais présidentiel et le ministère du Pétrole. Le coffre de la Banque nationale a été sauvé in extremis par l'intervention de la diplomate américaine Barbara Bodine, avertie par un contact personnel et qui a pu joindre un responsable militaire.

## La difficile reconstitution d'un patrimoine
Le musée a ouvert pour une seule journée, le 23 février 2009, journée inaugurée par une visite du Premier ministre Al-Maliki.
En mai 2013, le ministre du Tourisme et des Antiquités annonçait que sur les quinze mille objets volés lors du grand pillage, environ cinq mille avaient été récupérés, dont la statue de Bassetki.
En juillet 2007, le gouvernement américain a annoncé la restitution à l'Irak de près de 10 000 pièces archéologiques, les unes emportées par l'armée américaine en 2003, les autres provenant de fouilles plus anciennes. Selon un officiel irakien, 4 000 des 15 000 pieces "volées" par l'armée américaine avaient déjà été restituées dans les années précédentes; selon lui, 130 000 objets archéologiques disparus auraient été retrouvés dans l'ensemble du pays depuis 2003, mais un grand nombre de pièces manquent encore. Le 28 juillet 2021, les États-Unis annoncent le retour à l'Irak de quelque 17 000 pièces archéologiques retrouvées sur le marché noir américain qui ont été volées sur divers endroits parmi lesquels le Musée National d'Irak.

## Destruction à Mossoul, réouverture à Bagdad
Le patrimoine archéologique irakien subit de nouvelles atteintes quand les combattants djihadistes de l'État islamique (Daesh) occupent une partie du nord de l'Irak. En décembre 2014, ils détruisent les sculptures antiques monumentales du musée archéologique de Mossoul ; en janvier 2015, ils dévastent le site archéologique de Ninive. Le 26 février 2015, ils diffusent une vidéo montrant ces destructions avec un commentaire dénonçant ces « idoles » païennes : « fidèles musulmans, ces artefacts derrière moi sont des idoles pour les peuples d'autrefois, qui les adoraient au lieu d'adorer Dieu » ; selon ce commentaire, « le Prophète a ôté et enterré les idoles à La Mecque ». D'autres pièces archéologiques auraient été vendues à l'étranger pour financer cette organisation. Le gouvernement irakien de Haïder al-Abadi réagit en accélérant la réouverture du Musée national de Bagdad qui est annoncée le 28 février 2015 : selon le ministre irakien du Tourisme et des Antiquités, Qaïs Hussein Rachid, « les événements à Mossoul nous ont poussés à accélérer notre travail et nous voulions ouvrir dès aujourd'hui en réaction à ce qu'ont fait les criminels de Daesh ». À cette date, le Musée national aurait récupéré un tiers des 15 000 pièces volées en 2003.

## Notes et références

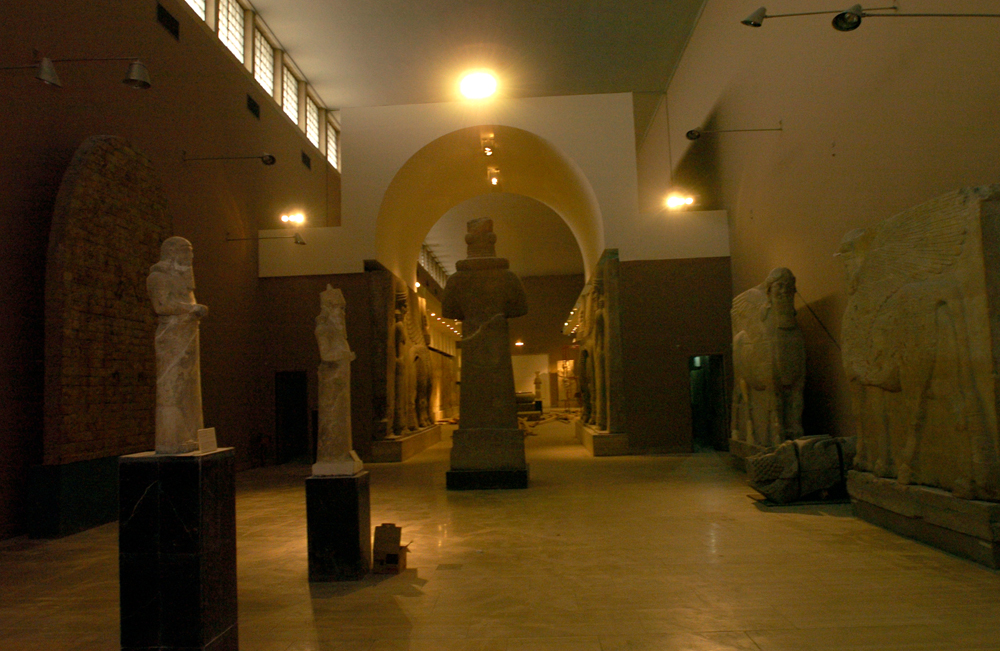
Une des quelques salles réaménagées en 2007.